# Гюнтерсберге
Гюнтерсберге (нем. Güntersberge) — деревня в Германии, в земле Саксония-Анхальт, входит в район Гарц в составе городского округа Гарцгероде. После 2001 года обладает статусом курортного города. С 1 августа 2009 года Гюнтерсберге вместе с другими муниципалитетами бывшего муниципального образования Унтерхарц объединились в город Харцгероде.
Население составляет 873 человека (на 31 декабря 2007 года). Занимает площадь 32,73 км².

## История
Первое упоминание о поселении относится к 1281 году. В 1491 году Гюнтерсберге получил статус города.
1 августа 2009 года, после проведённых реформ, Гюнтерсберге вошёл в состав городского округа Гарцгероде в качестве района.

## Известные уроженцы
- Аксель Мантей — немецкий театральный художник и режиссёр.

## Галерея

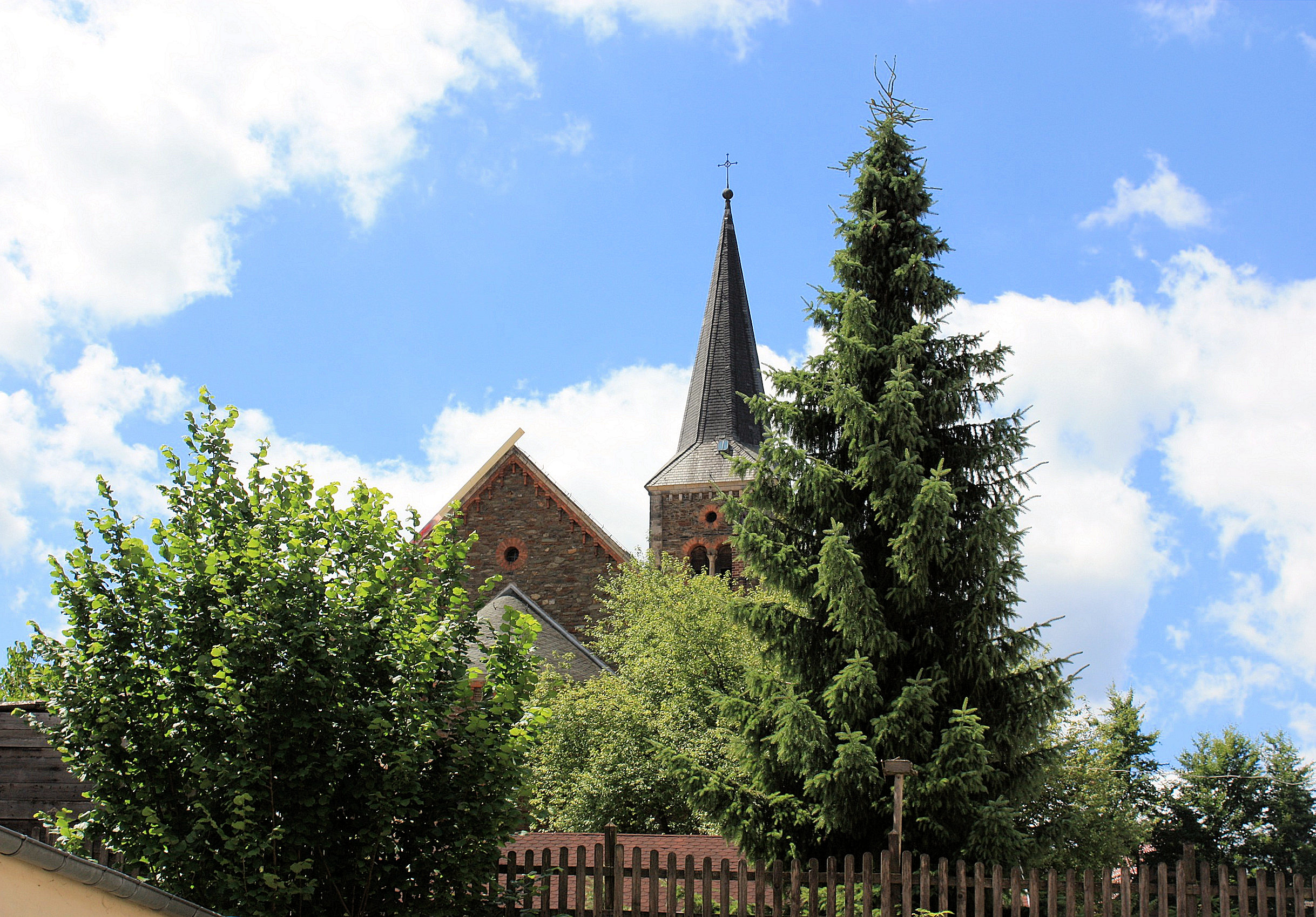
Церковь в Гюнтерсберге
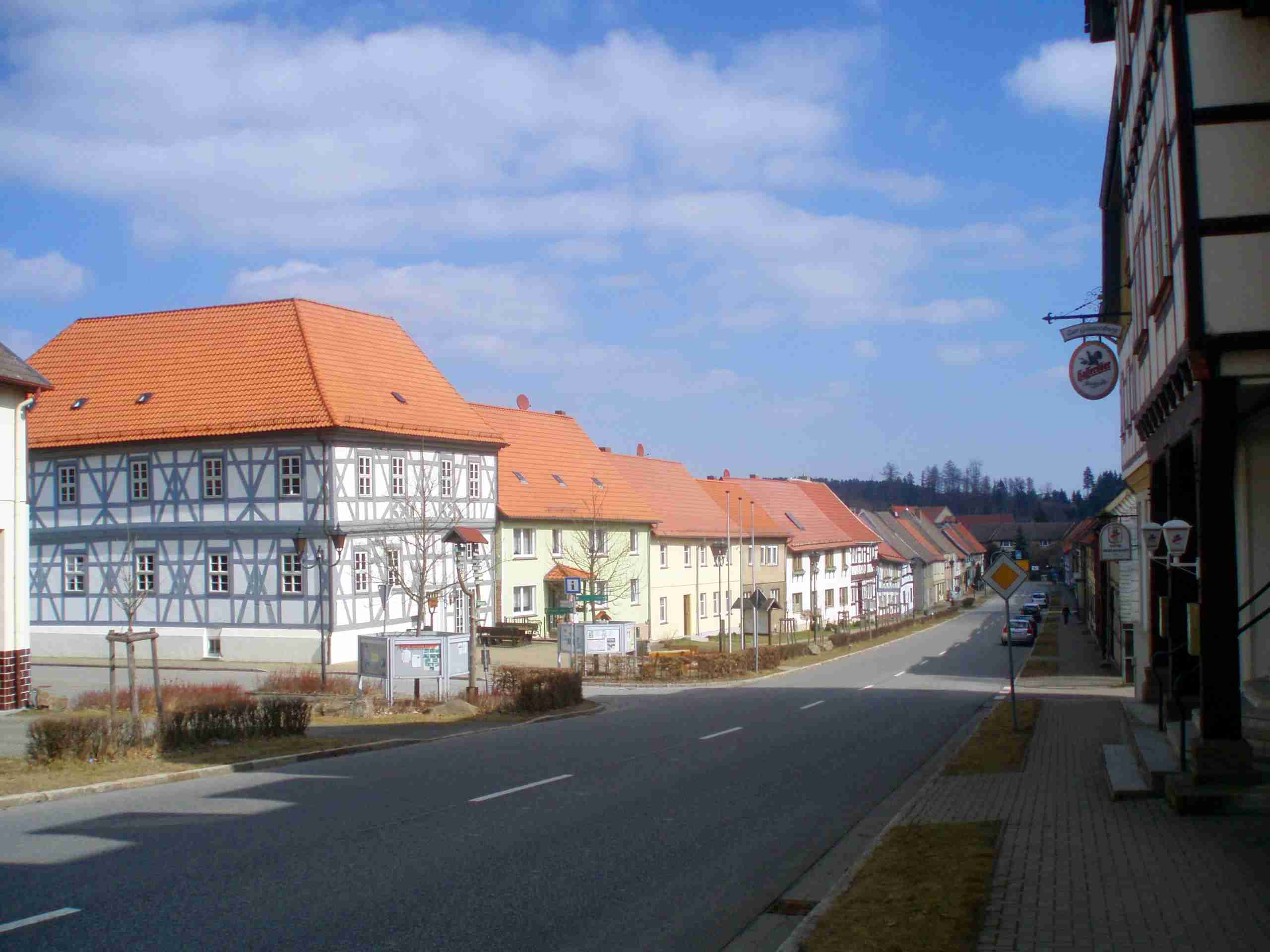
Гаупт-штрассе
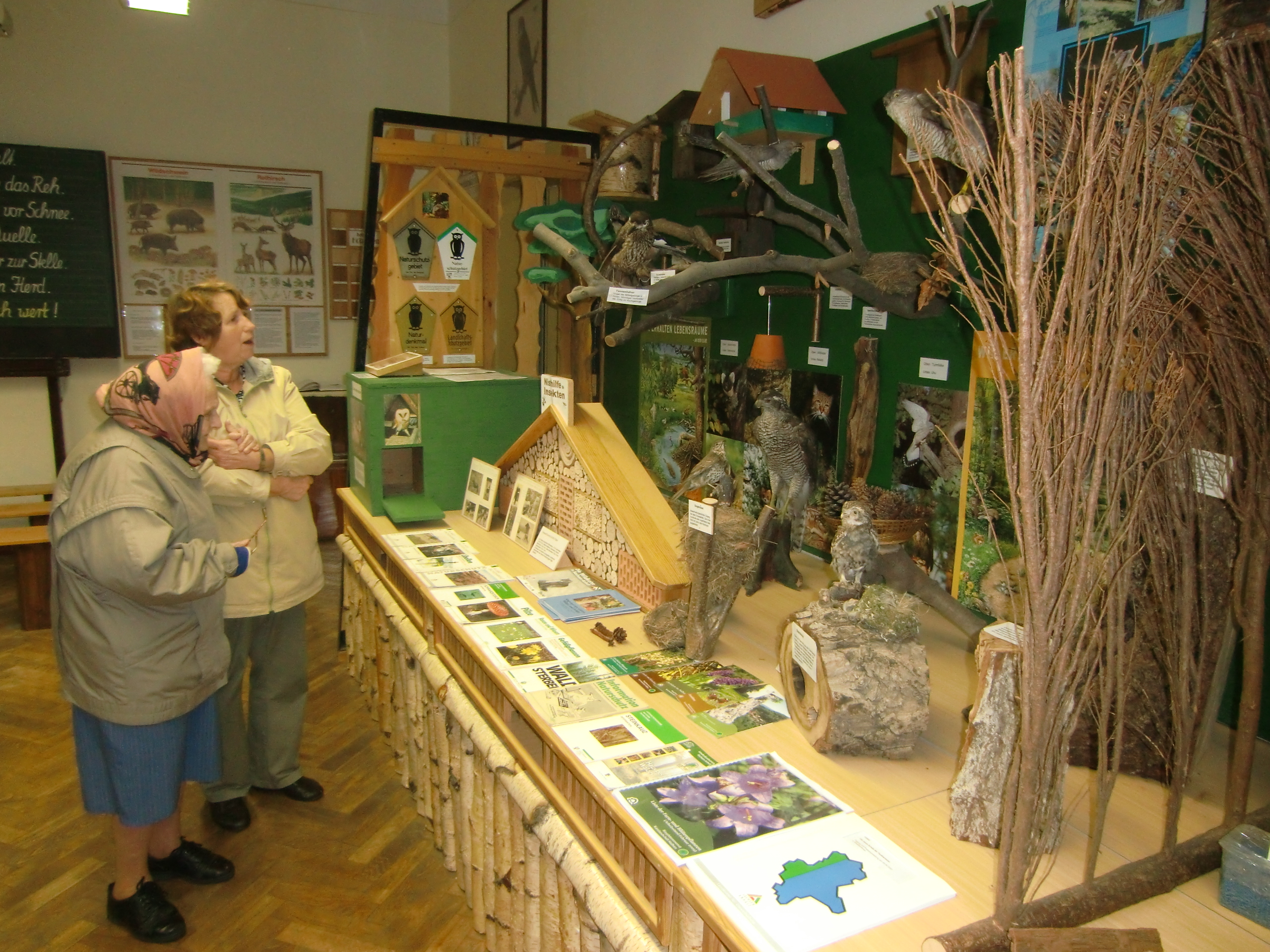
Экспонаты школьного музея
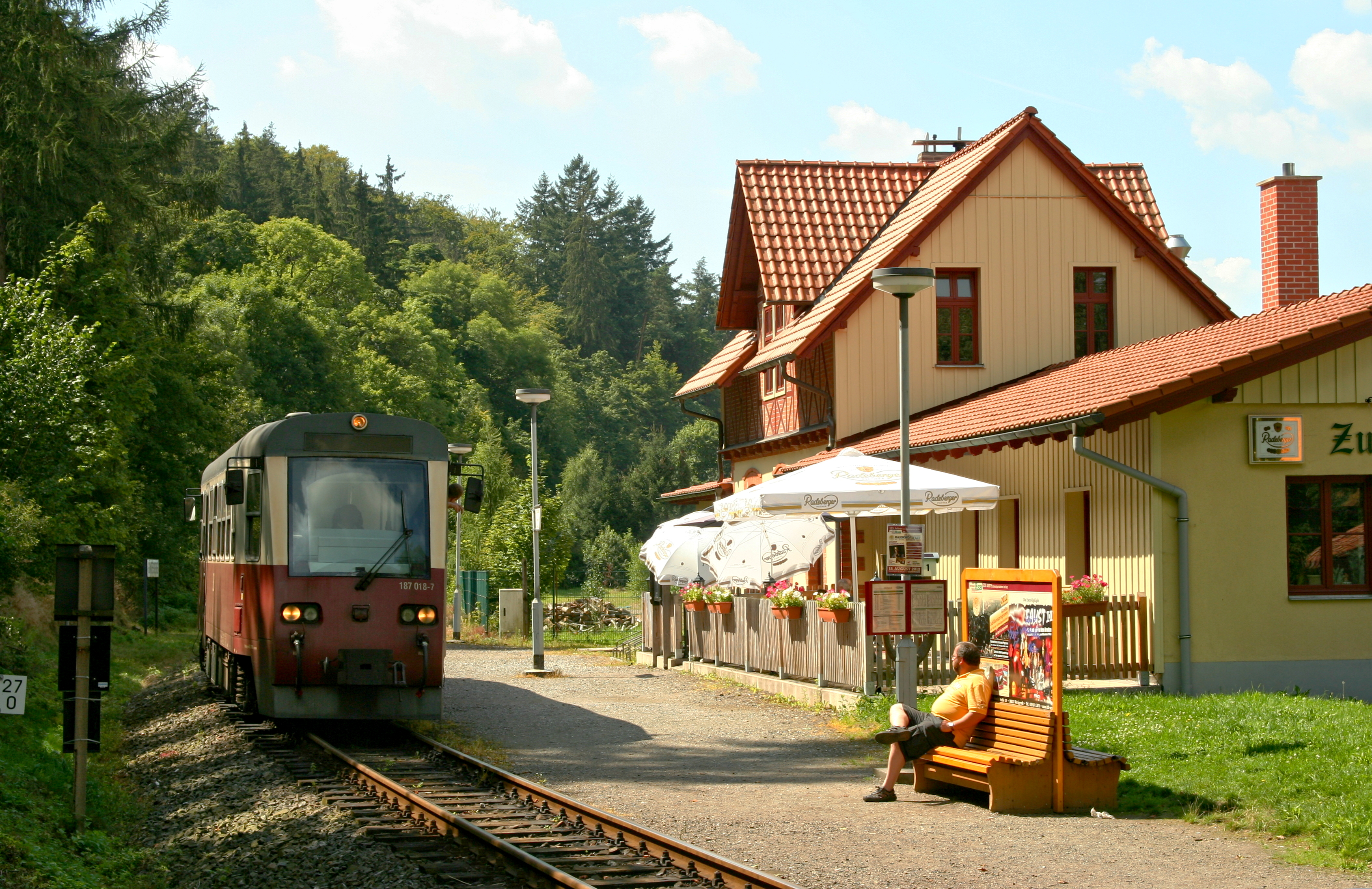
Экскурсионный трамвай по старой ж/д